# Chiến tranh Mithridates lần thứ nhất
Chiến tranh Mithridatic lần I89-85 TCN) là một cuộc xung đột xảy ra giữa vương quốc Pontus và sự nổi loạn của các thành phố Hy Lạp-nổi bật trong đó là sự tham gia của Athen-được lãnh đạo bởi vua Mithridates VI của Pontus chống lại nước Cộng hòa La Mã và Vương quốc Bithynia. Cuộc chiến kéo dài năm năm và kết thúc là một chiến thắng của cộng hòa La mã và buộc Mithridates phải từ bỏ các vùng đất mà ông đã chinh phục và trở về Pontus.

## Tiền đề
Sau khi thừa hưởng ngai vàng của Vương quốc Pontus, Mithridates VI tập trung vào việc mở rộng vương quốc của mình. Sau khi hợp nhất thành công một phần quanh bờ biển Đen vào vương quốc của mình.ông đã chuyển sự chú ý của ông vào Tiểu Á, đặc biệt là Vương quốc Cappadocia, nơi chị gái của mình, Laodice đã được làm Nữ hoàng. Ông đã ám sát anh rể Ariarathes VI thông qua Gordius (một nhà quý tộc Cappadocian người đã được liên minh với Mithridates) để lại vương quốc cho chị gái của mình như là nhiếp chính cho con trai của bà Ariarathes VII của Cappadocia.
Laodice đã kết hôn Nicomedes III của Bithynia, kẻ thù không đội trời chung của Pontus.Nicomedes chiếm Cappadocia và Mithridates trả đũa bằng cách đuổi ông ta khỏi Cappadocia và tự biến mình thành người bảo trợ cho cháu trai của mình. Khi Ariarathes từ chối đón Gordius trở lại, Mithridates xâm chiếm Cappadocia một lần nữa và giết Ariarathes.Ông cũng đã đặt lên ngai vàng của vương quốc Cappadocia một người con trai của ông cũng có tên là Ariarathes và dưới sự bảo trợ của Gordius.
Nicomedes cầu cứu tới viện nguyên lão La mã mà ra lệnh rằng Mithridates phải rời khỏi Cappadocia và Nicomedes phải rời khỏi Paphalongia và viện nguyên lão bổ nhiệm Ariobarzanes I của Cappadocia làm vua.Mithridates xúi giục con rể Tigranes Đại đế của Armenia xâm lược Cappadocia và loại bỏ Ariobarzanes.

## Phái đoàn của Aquillius,90-89 TCn
Vào mùa hè cuối năm 90 trước Công nguyên,một đoàn đại sứ của viện nguyên lão được gửi đến phía đông,dưới quyền Mn. Aquillius và Manlius Maltinus, để khôi phục lại ngôi vua cho Nikomedes và Ariobarzanes. Viện nguyên lão còn gửi chỉ dẫn cho Cassius "chỉ huy của châu Á về Pergamon người đã có một quân đội nhỏ "và để Mithradates Eupator tự mình để trợ giúp việc này.
Quân đội nhỏ của Cassius có lẽ là lực lượng đồn trú tiêu chuẩn thời bình có từ một quân đoàn và một nửa (5 đến 10 đội quân) và một vài đơn vị quân địa phương, đơn vị phụ trợ. Chắc chắn không có nhiều hơn 5.000 quân. Sứ đoàn Aquillian sớm tăng cường nó với một lực lượng lớn của người Galatia và Phrygia để tiến hành khôi phục lại cả hai quốc vương. Mithradates, tức giận với những người La Mã, từ chối hợp tác và cả hai vị vua đã được phục hồi mà không cần chiến đấu trong khoảng mùa thu năm 90 trước Công nguyên.
Nhiệm vụ của họ đạt được, nên phái đoàn Aquillia đã về nhà vào mùa đông 90-89.